# Железнички плуг
Железнички плуг је вагон снабдевен великим плугом. Намена овакве справе је уништавање прагова железничког колосека физичким ломљењем што изазива трајно и веома велико оштећење пруге. Употреба оваквог плуга је предвиђена у ратним дејствима приликом повлачења испред надолазеће војске и обично је комбинована са рушењем мостова и урушавањем тунела. 
Познат је пример употребе оваквог плуга приликом повлачења немачке војске на источном фронту испред надолазеће Црвене армије када је Хитлер наредио комплетно уништење инфраструктуре. Неколико година прије, 1941. плугом се користила и Црвена армија при повлачењу.
Војска Краљевине Југославије је имала неколико примерака овог плуга. Један од њих је сачуван у Војном музеју на Калемегдану.
|  |  |